# Geomyza acutipennis
Geomyza acutipennis är en tvåvingeart som beskrevs av Leander Czerny 1928. Geomyza acutipennis ingår i släktet Geomyza och familjen gräsflugor.
Artens utbredningsområde är Tyskland. Inga underarter finns listade i Catalogue of Life.